# Berdytchi
Berdytchi (en ukrainien : Бердичі et en Russe : Бердичи) est un village du raïon de Pokrovsk de l'oblast de Donetsk, dans l'est de l'Ukraine.

## Historique
Entre le 28 février et le 28 avril 2024, le village est capturé par la Russie,,.
Jusqu'au 18 juillet 2020, Berdytchi appartenait au raïon de Iassynouvata. Le raïon a été fusionné dans le cadre de la réforme administrative de l'Ukraine, qui a réduit le nombre de raïons de l'oblast de Donetsk à huit, dont cinq seulement étaient contrôlés par le gouvernement. La zone contrôlée par le gouvernement du raïon de Iassynouvata a été fusionnée avec le raïon de Pokrovsk,.

## Données démographiques
La population était de 267 habitants au recensement ukrainien de 2001.
Les langues maternelle des habitants en 2001 étaient enregistrées comme : 
- L'Ukrainien : 11,24%.
- Le Russe : 88,39%.

## Personnes remarquables
- Oleksandr Loukiantchenko (né en 1947), homme politique, maire de Donetsk.

## Sources et références
1. ↑  Bailey, Wolkov, Evans, Mappes et Kagan, « Russian Offensive Campaign Assessment, February 29, 2024 », Institute for the Study of War, 29 février 2024 (consulté le 3 mars 2024) : « Russian milbloggers largely claimed on February 29 that Russian forces captured Berdychi (northwest of Avdiivka) and Tonenke (west of Avdiivka) on February 28 and most or all of Orlivka (west of Avdiivka) amid continued heavy fighting on February 29 »
2. ↑  Hodunova, « Syrskyi: Ukrainian forces retreat from 3 villages in Donetsk Oblast », The Kyiv Independent, 28 avril 2024 (consulté le 29 avril 2024)
3. ↑  « Russia says it took control of another village in Ukraine’s Donetsk region », www.aa.com.tr (consulté le 2 mai 2024)
4. ↑  (uk) « Про утворення та ліквідацію районів. Постанова Верховної Ради України № 807-ІХ. », Голос України,‎ 18 juillet 2020 (lire en ligne, consulté le 3 octobre 2020)
5. ↑  (uk) « Нові райони: карти + склад », Міністерство розвитку громад та територій України
6. ↑  (en) « Population census » , sur web.archive.org, 7 octobre 2022 (consulté le 11 mai 2024)